# 克里斯托夫·雷克
克里斯托夫·雷哈格（德語：Christoph Rehage，1981年11月9日—），中文名雷克，綽號老雷，自稱「德國自乾五」，德國漢諾威人，徒步旅遊作家，慕尼黑大學漢學系畢業，北京電影學院德國交換學生，通曉英語、德語、法語及漢語，喜好觀察中國時事，並在個人YouTube頻道發表評論。

## 生平
早年在德國北部小鎮巴特嫩多夫成長。高中畢業後，從法國巴黎徒步回德國巴特嫩多夫。2005年，雷克以慕尼黑大學交換學生的身分到北京電影學院就讀兩年，主修電影及攝影。2007年11月9日，雷克生日時，他決定從北京徒步走回德國，但走到哈薩克邊境時，因故而中止這段旅程。
2011年4月，雷克開設了個人的新浪微博，粉絲數量最高達到80萬左右。2013年，雷克陸續接受了鳳凰衛視談話節目《锵锵三人行》及广东卫视談話節目《佳访》的專訪。
2016年7月，雷克展開了另一段徒步旅程，從新疆霍爾果斯市到烏茲別克。

## 著作
- China zu Fuß: The Longest Way，2012年6月[9]
- 徒步中国（The Longest Way），2013年6月[9]
- 中国，特色（Chinese Characteristics），2014年8月[9]
- 跟着陆客游欧洲（Neuschweinstein），2017年10月[9]

## 争议事件
2015年7月19日，雷克在新浪微博參與了有關「贾玲恶搞花木兰」的話題，雷克認為贾玲不必道歉，引起中國網民不滿，雷克以開玩笑的方式回應稱：「雷锋把花木兰的肚子弄大了会不会比较好？」，結果微博遭到官方封鎖。10月8日，雷克在個人網站發表文章《微博上的生與死》，講述自己在微博上走紅至被刪除的經過。12月26日，王寶強發微博祝毛澤東生日快樂，並稱想給毛澤東磕三個頭表示尊敬。雷克随后在個人YouTube頻道抨擊王宝强，并将毛澤東稱作「中國的希特勒」，引发中国网民的不满以及中国学者的批评。雷克在接受德国之声采访时回应称，自己“不认为批评毛泽东就等同于伤害中国人的情感”。

## 外部連結
- YouTube上的Christoph Rehage頻道
- YouTube上的德国自干五頻道
- 德国自干五的Facebook專頁
- 德国自干五的X（前Twitter）